# Le Pain des pauvres
Pour plus de détails, voir Fiche technique et Distribution.
Le Pain des pauvres (Vertigine d'amore) est un film franco-italien réalisé par Luigi Capuano, sorti en 1949.

## Fiche technique
- Titre original : Vertigine d'amore
- Titre français : Le Pain des pauvres
- Réalisation : Luigi Capuano
- Scénario : Luigi Capuano, Guido De Luca et Maurice Druon d'après le roman de Thyde Monnier
- Musique : Paolo Abel
- Photo : Mario Albertelli (en)
- Pays de production : Italie - France
- Format : Noir et blanc - 1,37:1 - Mono
- Genre : drame
- Durée : 93 minutes
- Date de sortie : 1949

## Distribution
- Elli Parvo : Sylvaine Resplandin
- Piero Lulli : Olivier Desmichels
- Folco Lulli : Romain Toucas
- Charles Vanel : Emile Resplandin
- Bella Starace Sainati : Louisa
- Jone Salinas : Fifi
- Gabriele Ferzetti
- Gabrielle Fontan
- Marcello Mastroianni
- Paolo Panelli